# Бердянська сільська рада (Мангушський район)
Бердянська сільська рада — колишній орган місцевого самоврядування у Мангушському районі Донецької області з адміністративним центром у c. Бердянське.

## Населені пункти
Сільській раді були підпорядковані населені пункти:
- c. Бердянське
- с. Агробаза
- с. Приазовське
- с. Приміське
- с. Шевченко

## Склад ради
Рада складалася з 16 депутатів та голови.

## Керівний склад сільської ради
| ПІБ                            | Основні відомості                                                         | Дата обрання | Дата звільнення |
| ------------------------------ | ------------------------------------------------------------------------- | ------------ | --------------- |
| Нілаєва Наталія Вікторівна     | Сільський голова, 1959 року народження, освіта, позапартійна              | 26.03.2006   | 31.10.2010      |
| Орел Віталій Якович            | Сільський голова, 1957 року народження, освіта вища, член Партії регіонів | 31.10.2010   | 22.01.2012      |
| Букрєєва Наталія Олександрівна | Сільський голова, 1980 року народження, освіта вища, член Партії регіонів | 22.01.2012   |                 |

Примітка: таблиця складена за даними джерела